# Strážná
Strážná település Csehországban, az Ústí nad Orlicí-i járásban. Strážná Lubník, Tatenice, Albrechtice és Cotkytle településekkel határos. Lakosainak száma 116 fő (2024. január 1.).

## Népesség
A település lakosságának változását az alábbi diagram mutatja:
| Lakosok száma | 669  | 517  | 477  | 157  | 151  | 108  | 105  | 109  | 113  | 116  |
|               | 1869 | 1900 | 1921 | 1961 | 1980 | 2011 | 2016 | 2019 | 2021 | 2024 |